# Ceaikî, Bohuslav
Ceaikî (în ucraineană Чайки) este un sat în comuna Mîsailivka din raionul Bohuslav, regiunea Kiev, Ucraina.

## Demografie
Componența lingvistică a localității Ceaikî
     Ucraineană (98,97%)
     Rusă (1,03%)
Conform recensământului din 2001, majoritatea populației localității Ceaikî era vorbitoare de ucraineană (98,97%), existând în minoritate și vorbitori de rusă (1,03%).